# Castniomera
Castniomera é um gênero de traça pertencente à família Brachodidae.